# Reconnaissance des médecins étrangers au Québec
La reconnaissance des médecins étrangers au Québec concerne la capacité des médecins issus de l'immigration de faire reconnaître la validité de leurs diplômes, de leurs stages et d'obtenir l'agrément du Collège des médecins du Québec. Malgré la pénurie d'omnipraticiens dans certaines régions et le manque de spécialistes dans certains domaines, les médecins étrangers ont beaucoup de difficulté à faire reconnaître leurs compétences, leurs expériences professionnelles et leur antécédents académiques. Cette problématique est régulièrement commentée dans les médias et il s'agit d'un enjeu sociopolitique significatif au Québec.

## Reconnaissance des diplômes
Les médecins étrangers doivent dans un premier temps obtenir l'équivalence de leur diplôme auprès du Collège des médecins du Québec. Une fois que le diplôme est reconnu, le médecin doit être admis dans un programme de résidence d'une faculté de médecine, ce qui est loin d'être acquis dans l'état de choses actuel, en raison des difficultés de jumelage entre les personnes étudiantes et les universités.

## Reconnaissance des stages
Selon Radio-Canada, l'une des plus importantes difficultés quant à la reconnaissance des médecins étrangers concerne la reconnaissance des stages. Bien qu'il existe des mécanismes de reconnaissance de diplômes, de tels mécanismes sont souvent absents pour la reconnaissance des stages. La conséquence est que bien souvent, des médecins ayant de nombreuses années d'expérience sont obligés de refaire leurs stages dans leur domaine de spécialisation. Parfois, en raison d'un manque d'enseignants de médecine, il n'y a tout simplement pas de places disponibles dans les hôpitaux pour accueillir les nouveaux stagiaires. Par ailleurs, près de 60 % des médecins étrangers échoueraient leurs stages pour travailler au Québec.

## Cas particuliers par pays

### Médecins français
D'après des renseignements obtenus par la SRC, sur 348 médecins français qui ont demandé un permis pour exercer au Québec, 194 ne l'ont jamais obtenu. Malgré l'entente France-Québec de 2008, le gouvernement québécois a maintenu des politiques et des pratiques restrictives en matière d'intégration de médecins français.
Ces difficultés vécues par les médecins français seraient en partie attribuables aux différences entre les modèles de formation médicale québécois et français. Tandis que la France forme un plus grand nombre de médecins et leur offre un salaire moins élevé, le Québec a conservé un modèle de formation et de rémunération médicale plus traditionnel et élitaire, qui forme relativement peu de médecins québécois mais leur offre une plus grande rémunération. Face aux pressions des associations de médecins québécois, le gouvernement québécois se sent d'ailleurs obligé de conserver ce modèle traditionnel pour éviter un exode des cerveaux vers les autres provinces canadiennes ou vers les États américains, lesquels ont un modèle de formation et de rémunération globalement comparable.

### Médecins saoudiens
Le gouvernement d'Arabie saoudite avait jusqu'en 2018 une entente avec le Canada pour la formation des médecins saoudiens. Puisque le gouvernement saoudien payait leur formation, les résidents en médecine saoudiens étaient admis en grand nombre dans les universités et hôpitaux canadiens. Puis, un incident diplomatique entre le Canada et l'Arabie saoudite a eu comme conséquence que le gouvernement saoudien a mis fin à son programme de formation des médecins et a tenté de rapatrier ses résidents en médecine.

### Médecins d'autres provenances
D'autres témoignages indiquent aussi la difficulté de personnes pratiquant la médecine dans leur pays d'origine et incapable de faire reconnaître leur profession une fois arrivée au Canada comme pour ce chirurgien cette anesthésiste interviewés par Radio-Canada

## Enquête de la Commission des droits de la personne et des droits de la jeunesse
En 2010, la Commission des droits de la personne et des droits de la jeunesse a enquêté sur la situation des médecins formés à l'étranger au Québec. Dans ses conclusions d'enquête, elle affirme qu'ils font l'objet de traitement discriminatoire par le gouvernement québécois. Dans une lettre adressée au ministre de la santé en 2013, la Commission a réitéré les conclusions de son enquête de 2010.